# Euphorbia pseudosikkimensis
Euphorbia pseudosikkimensis là một loài thực vật có hoa trong họ Đại kích. Loài này được (Hurus. & Yu.Tanaka) Radcl.-Sm. mô tả khoa học đầu tiên năm 1981.